# Иоханан бар-Наппаха
Иоханан бар-Наппаха или бен-Напха (др.-евр. ר׳ יוחנן בר נפחא‬; род. в Сепфорисе, Галилея, в последнюю четверть II века; ум. в Тивериаде в 279 году) — палестинский учёный (амора второго поколения) и проповедник. Обычно его цитируют «Рабби Иоханан», порой приводится только прозвище «бар-Наппаха» («сын кузнеца»), и никогда не упоминается его полное имя.

## Биография
Сам Иоханан считал себя родом из колена Иосифа, но не знал ни отца, ни матери. Они умерли, когда он был ребёнком, а воспитал его дед.

### Сепфорис
Первыми его учителями были последние таннаи или полутаннаиты Яннай (Jannai), Ханина бен-Хама и Ошаиа Рабба. Очень недолго он слушал лекции Иехуды ха-Наси (Рабби). У рабби Ханины он изучил толкование Библии, за исключением кн. Притч и Екклесиаста, и вероятно, медицину, в которой был очень сведущ.
Он не давал преимущества «хаберу» (строго соблюдавшему предписания Торы) перед «ам ха-арецом» и лицом свободомыслящим. Поэтому он пользовался всеобщим уважением и любовью.
В Сепфорисе Иоханан начал выступать перед народом в качестве проповедника. Его речи привлекали много слушателей, и его бывший учитель рабби Ханина имел удовольствие видеть славу своего ученика.

### Тивериада: собственная школа
Незадолго до смерти Ханины Иоханан переселился в Тивериаду, не желая причинить неприятности своему учителю, с которым расходился во мнениях относительно некоторых частностей ритуала.
В Тивериаде он основал собственную школу, которая скоро привлекла много учеников; между ними были прославившиеся впоследствии Аббагу, Амми, Асси II, Элеазар бен-Педат, Хия бен-Абба, Иосе бен-Ханина и Симон бен-Абба. Сам Иоханан получил широкую известность.
Продолжал дружить со своим учителем Ошаией. Когда последний основал свою школу в Кесарие, Иоханан часто приезжал туда из Тивериады.
Иоханан признавал авторитет одного только Рава (Аббу Арика). Находясь с ним в переписке, он всегда адресовал ему: «Нашему учителю в Вавилонии». По смерти Рава (247 год), адресуя письма к товарищу последнего, Самуилу, он уже писал: «Нашему коллеге в Вавилонии». Получив от него календарь с вычислениями на 60 лет, Иоханан стал относиться к нему, как к хорошему математику, и только по получении целой серии разъяснений закона он воскликнул: «Я снова имею учителя в Вавилонии!»
Одна из легенд о нём рассказывает, что было у него 10 сыновей. Все они умерли при его жизни. Отец сохранил сустав пальца десятого сына. Если кто роптал на свою судьбу, Иоханан показывал ему кость, говоря: «Вот кость моего десятого сына». Сам Иоханан, однако, долго не мог утешиться по смерти своего шурина Реш-Лакиша.

## Учение и труды
Подвергнув строгой критике Мишну, Иоханан вынес заключение, что Иехуда ха-Наси (Рабби) ввёл в неё некоторые противоречия. Он отверг поэтому многие галахи и отдал предпочтение «барайтам», которым учили его учителя Хия и Ошаия. Иоханан установил ряд правил и указаний, чьим мнением следует руководствоваться в случаях разногласия между таннаями. Многие из этих положений поныне авторитетны у изучающих Талмуд. В период гаонов они были собраны в одно целое под заглавием «סדר ,תנאים ואמוראים», или сокращенным — «סהו״א», что приписывается Нахшону бен-Цадок и относится к IX веку.
Позднейшие талмудисты, встречая его имя так часто в Гемаре, стали приписывать ему составление палестинской Гемары, оформленной столетием позже.
Ему же приписывали неправильно и Мидраш к Псалмам.
В религиозных решениях Иоханан был свободомыслящим, разрешая изучение греческого языка, употребление фигур для украшения стен и эмиграцию из Палестины при известных условиях.